# The Stanley Parable
«The Stanley Parable» (укр. Притча про Стенлі) — відеогра, що належить до жанрів віртуальний роман і interactive fiction. Спершу була випущена Деві Ріденом (англ. Davey Wreden) у липні 2011 року як модифікація на ігровому рушії Source, однак потім перероблена ним у співавторстві з Вільямом Пью (англ. William Pugh) на повноцінну гру. Ремейк було анонсовано за допомогою сервісу просування інді-ігор Steam Greenlight у 2012 році та вже наступного року повноцінне видання побачило світ.
Загалом, гра була дуже позитивно сприйнята критиками — середній бал на Game Rankings складає 90,25 %, на Metacritic — 88/100. Деякі видання віднесли The Stanley Parable до найкращих ігор 2013 року.

## Ігровий процес
У грі від першої особи гравцю дозволено лише пересуватися та взаємодіяти з невеликою кількістю предметів, відчиняти двері та натискати на кнопки. Значну частину історії викладає закадровий голос оповідача, який у вступі пояснює, що офісний працівник Стенлі все життя натискав клавіші за вимогою на екрані свого комп'ютера, а коли одного разу команди не надійшло, він виявив, що нікого з колег немає на місці.
З цього моменту сюжет може розвиватися нелінійно. Оповідач коментує все, що відбувається, викладає історію в минулому часі раніше, ніж гравець буде дотримуватися його рекомендацій.
Залежно від того, чи дотримується гравець цих рекомендацій, поведінка та інтонації оповідача змінюються.
Наприклад, коли Стенлі доходить до першої розвилки, оповідач повідомляє, що Стенлі пройшов через ліві двері; якщо ж гравець проходить через праві двері, оповідач намагається переконати того передумати та повернутись до потрібного шляху. Завдяки такому способу оповіді, згідно з авторським задумом, сюжет може розглядатись як алегорія про вибір та природу прийняття рішень.
Крім того, під час деяких дій оповідач ламає четверту стіну, звертаючись не до персонажа, а безпосередньо до гравця. Якщо дотримуватися всіх вказівок оповідача, то Стенлі, проходячи через офісні приміщення, спочатку потрапляє у кімнату начальника, звідти в секретне підземне приміщення контролю за розумом співробітників, звідки, зрештою, звільняється, відключивши живлення.
В оригінальній модифікації існувало шість можливих закінчень і, на думку Деві Рідена, проходження всіх частин повинно було б забрати близько години. Ремейк не вніс фундаментальних змін до геймплею або ж у наративну структуру, але збільшив кількість закінчень і змінив їх оточення. Жодна з кінцівок не дає відповіді на питання, чому Стенлі залишився в офісі один; після кожної кінцівки гра починається знову, іноді змінюючи зовнішній вигляд початкової локації. Поза вибором відсутня можливість зберігати свій прогрес та завантажувати зроблені збереження; гравець може здійснювати ці дії лише після звернення до спеціальних підпунктів меню налаштувань.

## Сприйняття
Оглядач сайту mrpl.city Іван Синєпалов розташував гру на 5 місці у переліку найкращих ігор, які можна пройти за один вечір. За його словами, «головне із цією грою — не розчаруватися у ній та не кинути її дочасно […] Нещасний Стенлі так і не розуміє, що він — лише засіб. А от гравець розуміє дуже швидко, що пункт призначення — ніщо. Дорога — все».